# Эгберт (король Уэссекса)
Эгбе́рт (др.-англ. Ecgbryht, англ. Egbert, Eagberht; около 769/771 — 4 февраля или июнь 839) — король Уэссекса в 802 — 839 годах.
Ряд историков считает Эгберта первым королём Англии, поскольку тот впервые в истории объединил под властью одного правителя большинство земель, находящихся на территории современной Англии, а оставшиеся области признали над собой его верховную власть. Официально Эгберт такой титул не использовал и впервые его употребил в своей титулатуре его внук, король Альфред Великий.

## Биография

### Происхождение
Эгберт происходил из боковой ветви Уэссекской династии, несколько поколений которой не занимали престол Уэссекса. Он был сыном Эалмунда (видимо, Эльмунда, короля Кента), внуком Эафы, правнуком Эоппы, праправнуком Ингильда, брата знаменитого короля западных саксов Ины. Имя матери Эгберта неизвестно.

### Приход к власти
В 786 году был убит король Уэссекса Киневульф. Вслед за ним погиб и этелинг Кинегард, организовавший заговор. Трон Уэссекса оказался не занятым. В борьбе за престол Эгберт вступил в противоборство с Беортриком, ставленником короля Мерсии Оффы, но потерпел поражение и бежал к франкам, где нашёл приют при дворе Карла Великого. Согласно Англосаксонской хронике, Эгберт провел во Франкском государстве три («III») года. Однако это, возможно, было ошибкой переписчика, и правильным чтением, является цифра «XIII», то есть, изгнание Эгберта продолжалось тринадцать лет. В любом случае он покинул Англию, вероятно, в 789 году, когда Беортрик, его конкурент, женился на дочери Оффы и мерсийский король вмешался в уэссекские междоусобия на стороне своего зятя.
Проживая при дворе Карла Великого, который и ранее поддерживал влияние франков в Нортумбрии и врагов короля Оффы на юге Британии, Эгберт, согласно более позднему летописцу Вильяму Мальмсберийскому, изучил военное искусство франков и научился делу управления государством.
В 802 году после смерти Беортрика Эгберт был провозглашён королём Уэссекса, возможно, при поддержке Карла Великого, а также и папы римского.

### Столкновение с Мерсией
Немного известно о первых двадцати годах царствования Эгберта, но считается, что он успешно отстаивал независимость Уэссекса от Мерсии, которая тогда доминировала над другими англосаксонскими королевствами. Уже в первый год его правления Этелмунд, элдормен области Хвиссе (или Хвикке), ранее бывшей отдельным королевством, но к тому времени ставшей частью Мерсии, переправился через Темзу и вторгся на территорию Уэссекса. У Кемпсфорда он был встречен уэссекским элдорменом Вокстаном (Weohstan, Wulstan), предводительствующим войском из Уилтшира. В происшедшей жестокой сече уэссексы одержали победу, но оба предводителя войск, как Этелмунд, так и Вокстан, пали в этом бою.
После этого сражения отношения между Мерсией и Уэссексом не прослеживаются более двадцати лет. Кажется, что Эгберт не имел никакого влияния вне границ своего королевства, но с другой стороны нет никаких свидетельств, что он когда-либо подчинялся мерсийскому королю Кенвульфу. В документах Кенвульфа никогда не появляется титул «повелитель южных англов», по-видимому, из-за сохранявшейся независимости Уэссекса, хотя он и был бесспорным господином в остальных англосаксонских королевствах. По-видимому, Кенвульф заключил с Эгбертом мирный договор и соблюдал его всю свою жизнь.

### Военные действия в Корнуолле
Воспользовавшись миром с Мерсией, Эгберт быстро навёл порядок в своей стране, а затем двинул своё войско на захват Корнуолла, где разорил все территории последнего королевства бриттов, Думнонии (Dumnonia), известного автору Англосаксонской хроники как земли западных уэльсцев. После упорной борьбы бритты смирились и признали господство западных саксов (815).
Десять лет спустя, документ, датированный 19 августа 825 года, указывает, что Эгберт снова проводил кампанию в Думнонии. Это событие, возможно, нашло отражение в упоминаемом Англосаксонской хроникой сражении при Камелфорде между корнуоллскими уэльсцами и людьми Девоншира.

### Сражение при Эллендуне
В 821 году в Мерсии скончался король Кенвульф и там начались внутренние волнения, связанные с борьбой претендентов на престол. В 825 году, через 23 года после начала своего правления Эгберт, как отмечает Англосаксонская хроника, в кровавой битве при Эллендуне (Ellendun, теперь Wroughton, около Суиндона) победил Беорнвульфа, бывшего тогда королём Мерсии. Хроника не уточняет, кто был агрессором, но, согласно новейшим исследованиям, Беорнвульф был, почти наверняка, нападавшей стороной. Согласно этому предположению, король Беорнвульф, возможно, использовал в своих интересах уэссекскую кампанию в Думнонии летом 825 года. К тому же Эгберт по линии отца мог претендовать на корону Кента, что создавало угрозу господству Мерсии на юго-востоке Англии.

### Подчинение Кента, Сассекса, Эссекса и Суррея
Это поражение оказалось роковым для господства Мерсии. Вся Англия к югу от Темзы признала господство Уэссекса. Англосаксонская хроника рассказывает, как Эгберт развил свою победу: «Затем послал он своего сына Этельвульфа в Кент, с большим отрядом, отделившимся от основной армии, в сопровождении своего епископа Эалстана (Ealhstan) и своего элдормена Вулфхерда (Wulfheard), которые изгнали Балдреда, короля, на север, за Темзу. После чего люди Кента незамедлительно покорились ему; также поступили жители Сарри, Сассекса и Эссекса».
Версия событий указанных в «Англосаксонской хронике», позволяет думать, что Балдред лишился своего королевства вскоре после сражения при Эллендуне, но это не так. Сохранившийся документ из Кента, датированный мартом 826 года (в оригинале — третьим годом правления Бернвульфа), доказывает, что мерсийский король к этому времени ещё осуществлял свою верховную власть в этом королевстве, как повелитель Балдреда; следовательно, Балдред был, очевидно, всё ещё у власти. В Эссексе Эгберт изгнал короля Сигереда (Sigered), хотя дата этого события неизвестна. Возможно, это произошло в 829 году, так как более поздний летописец связывает его изгнание с кампанией Эгберта в том году против Мерсии.

### События в Восточной Англии
Согласно Англосаксонской хронике, в том же самом 825 году (хотя, возможно, это было в следующем году) король Восточной Англии и его подданные попросили короля Эгберта защитить их от притеснений со стороны короля Мерсии. Зная расстроенное состояние Мерсии, Эгберт охотно согласился принять восточно-английского короля под свою защиту. В 826 году Бернвульф вторгся в земли восточных англов, чтобы возвратить её под свою власть, но был разбит и погиб. При новом вторжении в Восточную Англию в 827 году погиб и его преемник Лудека. Вместе с ним погибли и пять его элдорменов.
Возможно, что мерсийцы надеялись на поддержку из Кента: существует предположение, что архиепископ Кентерберийский Уилфред (Wulfred) мог быть недовольным западно-саксонским правлением, поскольку Эгберт запретил чеканку монет Уилфреда и начал чеканить свои собственные, в Рочестере и Кентербери, а также известно, что Эгберт захватил собственность, принадлежащую кентерберийской епархии.

### Подчинение Мерсии
Теперь на очереди стояла война с Мерсией. В 829 году Эгберт двинул свою армию на север. Истощенная Мерсия не могла оказать никакого серьёзного сопротивления и вскоре признала господство Уэссекса. Новый мерсийский король Виглаф (Wiglaf) бежал. Эта победа дала Эгберту контроль над Лондонским монетным двором, где он начал изготовлять свои монеты, на которых он титулован как король Мерсии.

### Отношения с Нортумбрией
В том же 829 году, согласно Англосаксонской хронике, Эгберт повел своё войско против Нортумбрии вплоть до Дора (теперь пригород Шеффилда), где был встречен нортумбрийским королём и его людьми, которые предложили ему условия подчинения и покорности, по принятии которых они вернулись домой. Нортумбрийским королём в это время был, вероятно, Эанред II (Eanred). Согласно более позднему хронисту Роджеру Вендоверскому, Эгберт вторгся в Нортумбрию и разграбил её прежде, чем Эанред подчинился: «Когда Эгберт получил все южные королевства, он привел большую армию в Нортумбрию, подверг эту страну жестокому разгрому и заставил короля Энреда заплатить дань.» Однако факт подчинения Эанреда подвергается сомнению: некоторые историки предполагают, что встреча в Доре представляла взаимное признание суверенитета.

### Войны с Уэльсом
Эгберт вёл также кровопролитные войны с Уэльсом, намереваясь распространить свою власть на земли валлийцев, ранее находящиеся в пределах влияния Мерсии. В 830 году он беспощадно опустошил огнём и мечом непокорный Уэльс, сжёг даже епископскую резиденцию Сент-Дейвидс. Незадолго до смерти он взял Честер, столицу одного из уэльских княжеств, и велел всем жителям покинуть государство. Покорился Эгберту и остров Мона (Англси), который был центром кельтской религии всех Британских островов. Таким образом, король Уэссекса стал верховным государем всей Англии.

### Утрата доминирующего положения
Однако Эгберт не смог сохранить своего доминирующего положения. Уже в 830 году Виглаф возвратился на трон Мерсии, но подробности этого события неизвестны. Англосаксонская хроника лишь повествует: «В этот год Виглаф получил королевство Мерсия снова». Вполне возможно, что Эгберт сам назначил Виглафа правителем Мерсии в качестве зависимого от него короля, но наиболее вероятным является предположение, что это было результатом восстания в Мерсии против господства западных саксов. Возвращение Виглафа сопровождается свидетельствами его независимости от Уэссекса. Документы указывают, что Виглаф осуществлял власть в Миддлесексе и Беркшире, а в документе от 836 года Виглаф использует фразу «мои епископы, герцоги и судьи», чтобы описать группу, которая включала одиннадцать епископов от епархии Кентербери, включая сюда епископов и с уэссекских территорий. Виглаф всё ещё был в состоянии собрать такую группу влиятельных лиц; в Уэссексе подобных собраний знатных прелатов не было. Виглаф, возможно, даже возвратил Эссекс под влияние Мерсии. В Восточной Англии король Этельстан чеканил монеты, возможно, уже с 827 года, но более вероятно с 830 года, после того, как в связи с реставрацией династии в Мерсии влияние Эгберта в Англии пошло на убыль. Эта демонстрация независимости Восточной Англии неудивительна, поскольку правивший ею в то время король Этельстан, был, вероятно, ответственен за поражение и смерть мерсийских королей Беорнвульфа и Лудеки.

### Причина, вызвавшая ослабление Уэссекса
И внезапный приход к гегемонии Уэссекса в двадцатые года IX века, и невозможность в последующие годы сохранить это доминирующее положение, были исследованы историками, ищущими первопричины. Одно вероятное объяснение событий этих лет состоит в том, что состояние Уэссекса до некоторой степени зависело от поддержки Каролингской династии. Франки поддерживали Эрвульфа, когда он возвращался на трон Нортумбрии в 808 году, таким же образом, вероятно, они поддержали вступление на престол Эгберта в 802 году.
На Пасху 839 года, незадолго до смерти Эгберта, последний находился в переписке с Людовиком I Благочестивым на предмет безопасного проезда в Рим, куда старый король хотел совершить паломничество. Следовательно, король Уэссекса продолжал поддерживать дружественные отношения с франками во время всей первой половины IX века. Однако внутренние распри, вспыхнувшие в феврале 830 года между Людовиком I Благочестивым и его сыновьями, отвлекли франкского императора от оказания помощи Эгберту. Видимо, потеряв контроль над Нортумбрией, Мерсией, Восточной Англией и, возможно, Эссексом, но сохранив в сфере своего влияния Кент, Суссекс и Суррей, уэссекский король достиг того равновесия сил, которое он сумел удержать без внешней помощи франков.

### Расстановка политических сил в Англии
Несмотря на некоторую потерю гегемонии, военные успехи Эгберта существенно изменили расстановку политических сил в англосаксонской Англии. Уэссекс сохранял контроль над юго-восточными королевствами (с возможным исключением Эссекса). Мерсия не смогла восстановить свой контроль над Восточной Англией. Победы Эгберта положили конец независимому существованию королевств Кента и Суссекса. Завоеванными территориями, включая Суррей и возможно Эссекс, управлял некоторое время, как зависимым от Уэссекса королевством, сын Эгберта Этельвульф. Хотя он и был в подчинении своего отца, Этельвульф содержал свой собственный королевский двор, с которым и совершал поездки по землям своего королевства. Документы, изданные в Кенте, описывают Эгберта и Этельвульфа, как «королей Западных Саксов и также людей Кента.»

### Норманнская угроза
В конце своего правления Эгберту пришлось столкнуться с новой опасностью — нападениями викингов — данов. В 835 году викинги опустошили остров Шепи. В 836 году даны на 35 кораблях высадились близ города Дорчестера. В сражении при Чармуте (Carhampton) они разгромили войско Эгберта и прогнали его с поля битвы. Уэссекс, сплотивший вокруг себя англосаксонские королевства и менее других областей доступный набегам датчан, стал центром сопротивления завоевателям. Пока продолжалось владычество Эгберта, норманны могли высаживаться на берег только в северных районах, где грабили церкви и монастыри.
За год до смерти Эгберта, в 838 году восстали бритты Корнуолла. Некоторые данные дают возможность предполагать, что восстание в Корнуолле было спровоцировано и поддержано викингами. Норманны огромными морскими силами прибыли в Англию и объединились с восставшими. Однако Эгберт сумел разгромить войско данов и бриттов в сражении при Хайстон Даун (Hingston Down), в окрестностях Плимута в Корнуолле. Хотя королевская династия Думнонии продолжала своё существование и в дальнейшем, но, как полагают, именно на этой дате закончилась независимость последнего бриттского королевства. Детали расширения англосаксонского влияния в Корнуолле не известны, но некоторые данные можно почерпнуть из названий местностей. Река Ottery, которая течет на восток в Tamar около Лонсестона, кажется, была естественной границей: к югу от Ottery все топонимы имеют корнуэльские названия, тогда как к северу от неё они в большей степени подвержены влиянию вновь прибывших англосаксов.

### Внутренняя политика
В своих предприятиях Эгберт нашёл большую поддержку у Церкви. Богатства Эгберта, приобретенные путём завоевания, без сомнения, дали ему возможность купить поддержку духовенства юго-восточной Англии. На совете в Кингстоне-на-Темзе в 838 году Эгберт и Этельвульф предоставили землю во владение епархий Винчестера и Кентербери, взамен обещания поддержать Этельвульфа на троне. Архиепископ Кентерберийский Кеолнот (Ceolnoth) также признал Эгберта и Этельвульфа, как владык и защитников монастырей находящихся под его контролем . Эти соглашения, наряду с более поздним документом, в котором Этельвульф подтвердил церковные привилегии, предполагают, что церковь признала, что Уэссекс был новой политической властью, с которой нужно считаться: объединённое государство легче могло выдержать борьбу с язычниками.
Священнослужители посвятили короля при церемонии коронации, и помогли написать завещание, которые определяло наследника короля; их поддержка была ценна в установлении западно-саксонского контроля над соседними королевствами и в поддержке наследственной передачи власти для династии Эгберта. И в отчете совета Кингстона, и в другом документе того же года, содержатся идентичные выражения: что условием дарения этих земель будет то, что «у нас непосредственно и у наших наследников после этого всегда будет устойчивая и непоколебимая дружба с архиепископом Кеолнотом и его конгрегацией в Церкви Христовой». Хотя ничего не известно ни о каких других претендентах на престол Уэссекса, вероятно, существовали и другие выживающие потомки Кердика (легендарного основателя Уэссекской династии), кто, возможно, боролся за власть над этим королевством.
После смерти Эгберта, согласно его воле, выраженной в документе его внука, Альфреда Великого, вся приобретенная земля передавалась только членам его семьи мужского пола, чтобы состояние королевского рода не было потеряно посредством брака. Бережливость, высказанная в его воле, указывает, что он понял важность личного богатства короля.
Вместо народного собрания Эгберт первым начал созывать «Совет мудрых» (Витенагемот), состоявший из наиболее знатных и влиятельных, «мудрых людей» — уитанов (епископов королевства, аббатов крупных монастырей, элдорменов (глав) графств, королевских тэнов); все дела король решал только с согласия этого совета.

### Смерть Эгберта
Король Эгберт умер 4 февраля 839 года и был похоронен в Винчестерском соборе, а потомки стали называть его восьмым бретвальдом. Правил Эгберт 37 лет и 7 месяцев.

### Семья
В документах XV века жену Эгберта называли Редбургой, предполагая, что она была родной или двоюродной сестрой императора франков Карла Великого. Ни дата его женитьбы, ни документы подтверждающие этот факт не сохранились. Эта теория основывается на фактах сильных связей Эгберта с королевским домом франков и длительным временем проведённым им там, однако большинство современных историков все же сомневаются в этой версии.
Детьми Эгберта были:
- Этельвульф, король Англии
- Эдита Святая (умерла в 871 году), аббатиса Поулсворта (Polesworth). Многие авторы после нормандского завоевания называют её дочерью Эгберта, но это вызывает сомнения.

## В кино
- Викинги / Vikings (2013-2017; Ирландия, Канада) в роли Эгберта Лайнус Роуч.